# Ardatovi járás (Mordvinföld)

Az Ardatovi járás Mordvinföldön

Az Ardatovi járás (oroszul Ардатовский район, erza nyelven Орданьбуе, moksa nyelven Ардатовань район) Oroszország egyik járása Mordvinföldön. Székhelye Ardatov.

## Népesség
- 1989-ben 36 210 lakosa volt.
- 2002-ben 31 565 lakosa volt.
- 2010-ben 29 446 lakosa volt, melynek 57,9%-a mordvin, 41,3%-a orosz.

| Lakosok száma | 48 300 | 36 494 | 30 694 | 29 310 | 29 446 | 28 644 | 27 214 | 25 694 | 24 617 | 24 545 |
|               | 1970   | 1989   | 2005   | 2008   | 2010   | 2012   | 2014   | 2017   | 2019   | 2021   |